# Secrets in the street
Secrets in the street is een lied van Nils Lofgren. Hij bracht het in 1985 uit op een single met From the heart in de meeste landen op de B-kant. Daarnaast verscheen het dat jaar op zijn album Filp.
In Nederland stond de single vier weken in zowel de Tipparade als de Tip 30, maar drong hij niet verder door naar de hoofdlijsten. In het Verenigd Koninkrijk lukte dit wel met nummer 53 als hoogste notering.
Zijn werk in deze tijd valt in te delen tot de poprock neigend naar new wave, de muziekstijl die in die jaren hoogtij vierde. Hij kreeg echter weinig airplay. De bekendheid bleef daardoor beperkt tot zijn eigen circuit en zijn single bereikte ook maar weinig hitlijsten.
Terwijl From the heart in veel landen zoals Nederland op de B-kant terechtkwam, was dit in Australië King of the rock. In dat laatste land werd het overigens door een andere platenmaatschappij uitgebracht, namelijk niet door Columbia Records maar door Towerbell Records.